# Masada (album)
Albums de Alpha Blondy
The Prophets SOS Guerre Tribale
Masada est le septième album de Alpha Blondy sorti en 1992. 
Pour Alpha Blondy, cet album marque l'avènement du multipartisme en Côte d'Ivoire et en Afrique. La chanson titre de l'album Massada est une allusion à l'histoire ancienne de la forteresse de Massada du désert de Judée.

## Pistes
1. Masada
2. Multipartisme
3. Rendez-vous
4. God Is One
5. Yéyé
6. Desert Storm
7. Houphouet Yako
8. Peace In Liberia
9. Papa Bakoye
10. Les Chiens
11. Sciences Sans Conscience
12. Fulgence Kassy
13. Ça Me Fait Si Mal
14. Mystic Night Move